# POWER OF WIND
『POWER OF WIND』（パワー・オブ・ウインド）は、2014年3月19日にリリースされた風男塾の4thアルバム。発売元はインペリアルレコード。

## 概要
前作『音鼓 -OTOKO-』から約1年7か月ぶりとなるアルバム。
通常盤と初回限定盤A・Bの3形態で発売。初回限定盤A・Bには、収録内容の異なるDVDが付属している。
通常版CDには、2013年に実施されたファン投票で第1位を獲得した「夢幻のプロキオン」の続編となる新曲「Galileo ～プロキオンを越えて～」が収録されている。

## 収録曲
テイチクレコード公式サイト内の紹介ページによる。

### CD
1. EYE OF THE TYPHOON
作詞：はなわ / 作曲：Erik Lidbom / 編曲：成田忍
2. 男装レボリューション
作詞：はなわ / 作曲：Anders Wigelius・Erik Wigelius / 編曲：成田忍
11thシングル。北海道放送『なかのひと。』エンディングテーマ、チバテレ・TOKYO MX『真夜中のおバカ騒ぎ!』2013年9月度エンディングテーマ。
3. チェンメン天国（パラダイス）
作詞：はなわ / 作曲：はなわ・大智 / 編曲：成田忍
12thシングル。千葉テレビ『ONGAX』オープニングテーマ。
4. Sensation / コンサ・ドゥ・ワニーナ
作詞：HANAWA / 作曲：Anders Wigelius・Erik Wigelius・James Gicho / 編曲：Erik Wigelius
5. RIKISHI-MAN
作詞：はなわ / 作曲：Jussi Nikula・Hank Solo・Tom Aeio / 編曲：Jussi Nikula・arrow-
10thシングル。日本相撲協会公認ソング。
6. 下を向いて帰ろう
作詞・作曲：はなわ / 編曲：成田忍
10thシングル。日本テレビ系『今夜くらべてみました』2013年5月度エンディングテーマ。
7. 紙ヒコーキ / 瀬斗光黄
作詞：はなわ・磯貝サイモン / 作曲：ヒロイズム / 編曲：成田忍
8. カラフルプランタン / デジキャトル
作詞：はなわ / 作曲：楊慶豪 / 編曲：楊慶豪
9. 人生わははっ!
作詞：はなわ / 作曲：はなわ・ヒロイズム / 編曲：成田忍
9thシングル。NHKアニメ『銀河へキックオフ!!』エンディングテーマ。
10. 僕らの歩く道
作詞：はなわ / 作曲：大智・HIKARI・KOUDAI IWATSUBO / 編曲：成田忍
日本テレビ系『誰だって波瀾爆笑』エンディングテーマ。
11. 太陽みたいなキミが好き
作詞：はなわ / 作曲：はなわ / 編曲：成田忍
12thシングルのカップリング曲。
12. Galileo ～プロキオンを越えて～ ※通常盤のみ収録（ボーナス・トラック）
作詞：はなわ / 作曲：新屋豊 / 編曲：新屋豊・成田忍

### DVD
初回限定盤A
1. 「風男塾乱舞TOUR2013 ～全国12ヶ所 壱ダースの刻～」ダイジェスト映像 ＠渋谷公会堂

初回限定盤B
1. 「涼真先生の忍者教室」完全版
2. 「チェンメン天国」Live @ ZEPP 東京